# Basibranchial
Basibranchial – skruktura anatomiczna występująca między innymi u ryb, wchodząca w skład łuków skrzelowych.
U spodoustych serie zaawansowanych ewolucyjnie basibranchial dzielą się na dwie części.
U Telestomi noszą one dobrze rozwinięte płytki zębowe, wyjątek stanowią dwudyszne.
Promieniopłetwe dysponują kilkoma centrami kostnienia w obrębie basibranchial. Zawsze występują też co najmniej 2 basibranchial. Cecha ta wydaje się zaawansowana ewolucyjnie.
Mięśniopłetwe mają tylko jedno skostnienie odpowiadające basibranchial, za to duże, połączone stawowo z parzystymi elementami łuku, noszące dwie duże płytki zębowe. Podobnie nieparzysty basibranchial obecny był u eustenopterona, taki stan odziedziczyły też czworonogi. Pojedynczy basibranchial obserwuje się również u celakantokształtnych, ramieniopłetwych i Rhipidistia, nie wydaje się jednak, że może on stanowić dowód wspólnego pochodzenia, jest bowiem cechą prymitywną.